# Aeschnosoma forcipula
Aeschnosoma forcipula är en trollsländeart som beskrevs av Hagen in Selys 1871. Aeschnosoma forcipula ingår i släktet Aeschnosoma och familjen skimmertrollsländor. Inga underarter finns listade i Catalogue of Life.